# Trollholm, Ingå
Trollholm är en ö i Finland. Den ligger i Finska viken och i kommunen Ingå i landskapet Nyland, i den södra delen av landet. Ön ligger omkring 67 kilometer väster om Helsingfors.
Öns area är 26 hektar och dess största längd är 0,8 kilometer i öst-västlig riktning.